# Marienwallfahrtskirche (Waghäusel)

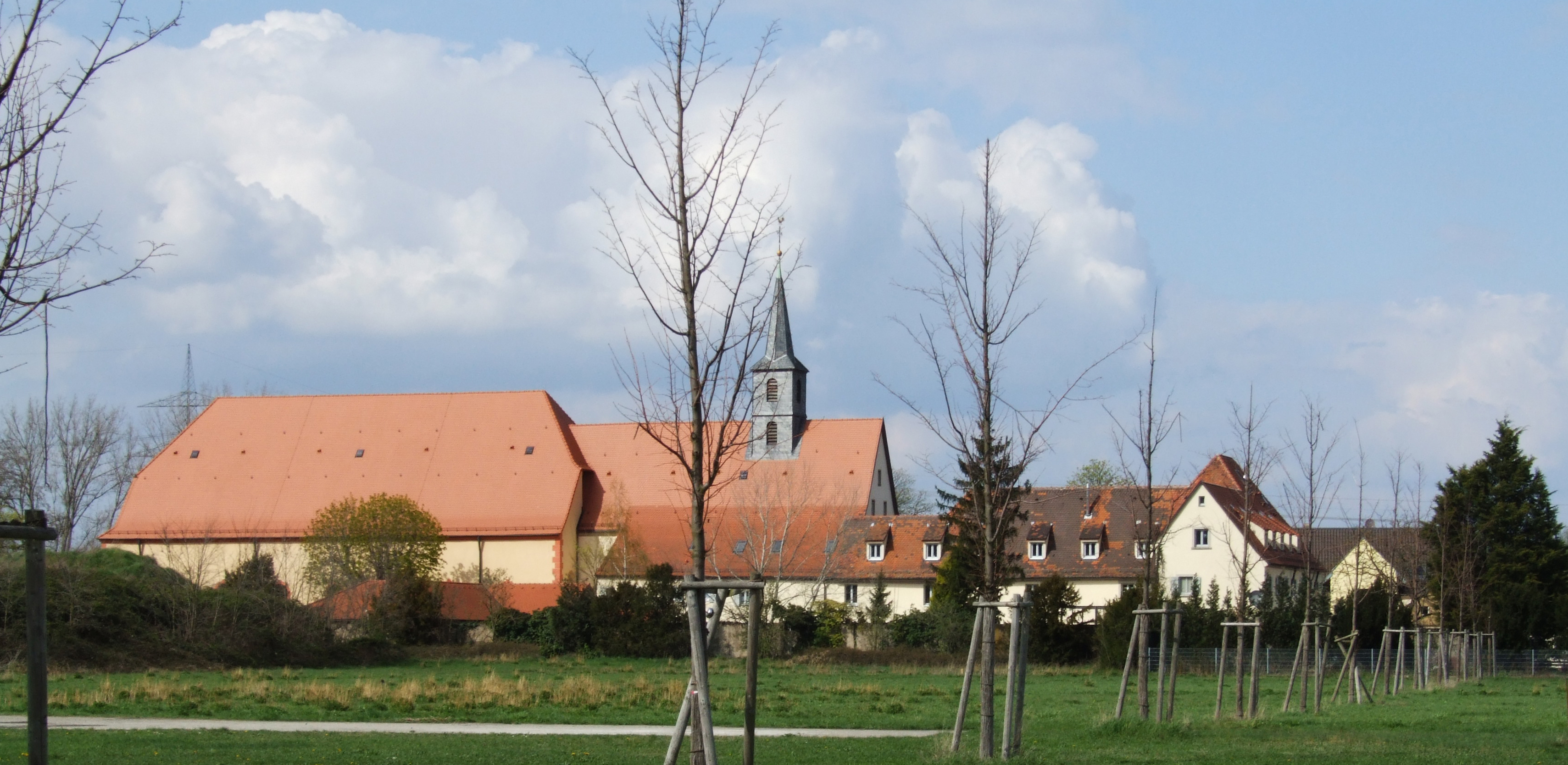
Kloster Waghäusel von Süden

Die Geschichte der Marienwallfahrtskirche im nordbadischen Ort Waghäusel reicht bis in das frühe 15. Jahrhundert zurück. Der Kirche ist ein Kloster angeschlossen, das zurzeit von den Brüdern vom Gemeinsamen Leben betreut wird. Das Gotteshaus befindet sich etwas außerhalb des Ortsteils Waghäusel und grenzt an das Gelände der ehemaligen Zuckerfabrik der Südzucker AG. Zudem liegt in unmittelbarer Nähe das Naturschutzgebiet Wagbachniederung.

## Anfänge der Wallfahrtskirche

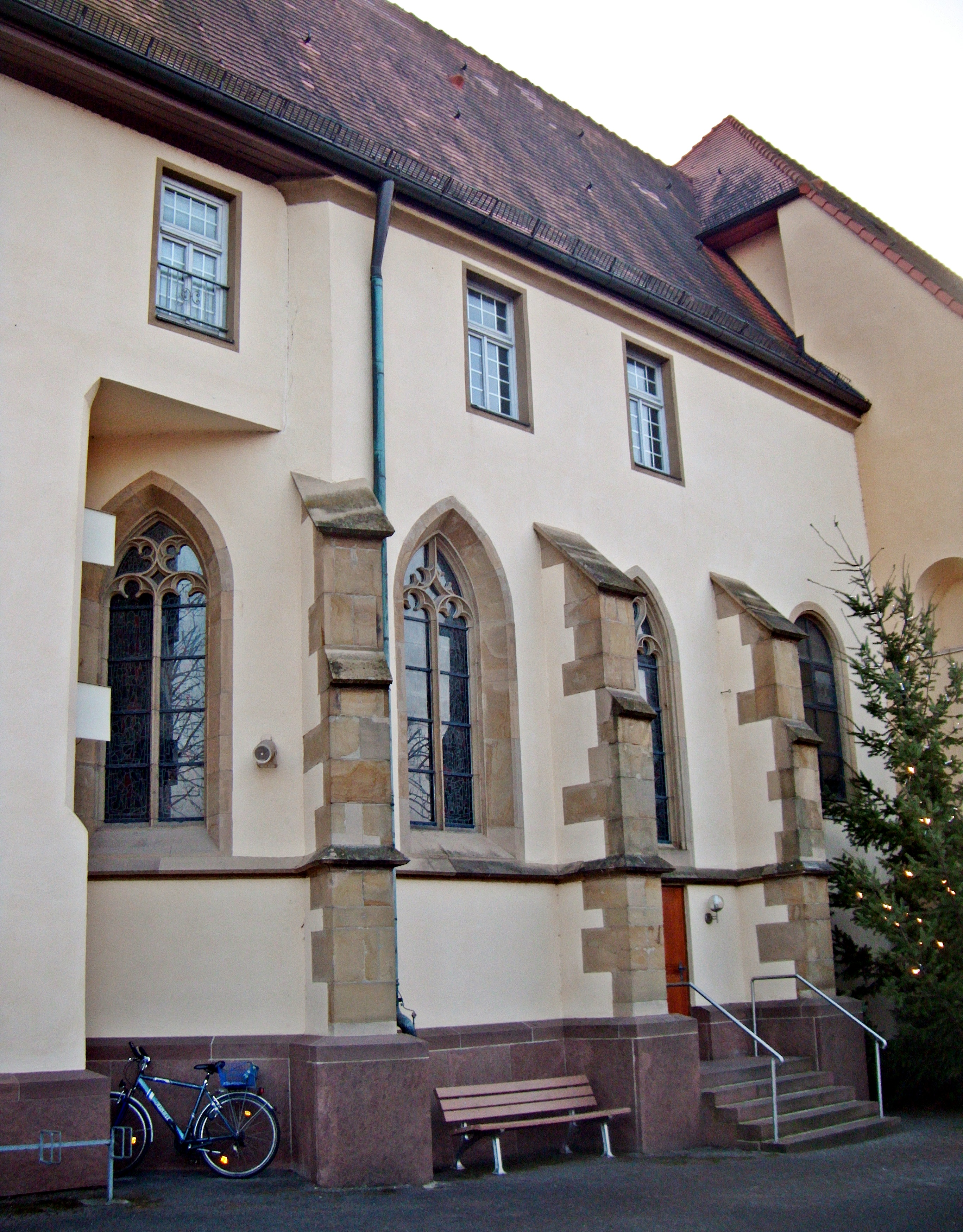
Wallfahrtskapelle des Bischofs Matthias von Rammung (1473) heute Chor der Gesamtkirche

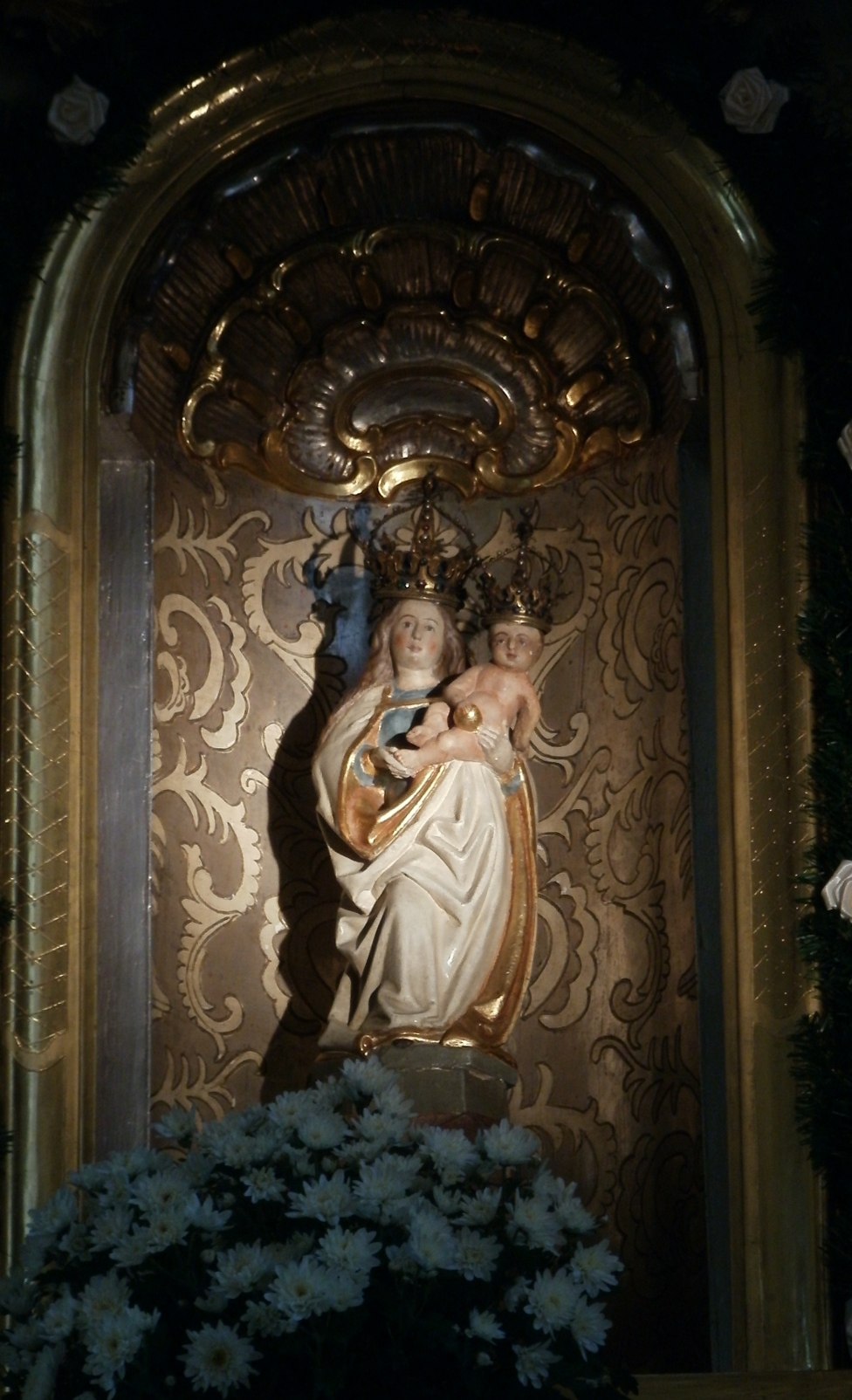
Marienstatue in der Wallfahrtskirche

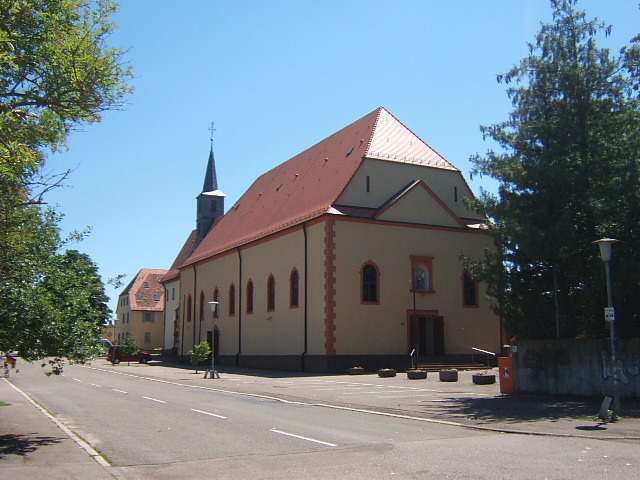
Blick auf den Haupteingang

Als im Jahre 1435 ein Schäfer in der Nähe der Kreuzung der Handelsstraßen von Speyer nach Baden sowie von Baden nach Heidelberg ein steinernes Marienbildnis in einer hohlen Eiche fand, errichtete er dort ein kleines Haus sowie zu Ehren der Mutter Gottes einen Bildstock. Die Menschen, die auf den beiden Straßen unterwegs waren, verweilten an dem Bildstock und trugen der Gottesmutter ihre Nöte und Fürbitten vor. Nachdem Berichte von Heilungen Kranker die Runde machten und immer mehr Menschen das Marienbildnis aufsuchten, ließ der Bischof zu Speyer Matthias von Rammung im Jahre 1473 eine kleine gotische Kapelle sowie eine kleine Wohnung bauen, die der Betreuung des Heiligtums dienen sollte. Sein Bischofswappen ziert den Gewölbe-Schlussstein dieser heute als Chor der Gesamtkirche dienenden Kapelle.
Als im 16. Jahrhundert die Reformation die religiöse Ordnung in Europa durcheinanderbrachte, führte dies auch im Bistum Speyer zu Veränderungen. Starke und charismatische Anhänger Martin Luthers stammten aus dem Bistum Speyer, wie zum Beispiel der aus Bretten stammende Philipp Melanchthon. Um den Vormarsch der Protestanten in seinem Bistum aufzuhalten, erteilte der Fürstbischof Philipp Christoph von Sötern 1617 die Erlaubnis, in Waghäusel ein Kloster zu bauen und die Kirche zu erweitern. Damit erhoffte er sich, in der Gegend den katholischen Glauben zu festigen. Es siedelten sich Mönche des Kapuzinerordens an, jedoch wurde mit dem Bau des Klosters erst 1639 begonnen und schon zwei Jahre später abgeschlossen.
Pater Martin von Cochem, Kapuziner und Autor zahlreicher religiöser Bücher, verbrachte zu Anfang des 18. Jahrhunderts hier im Kloster seinen Lebensabend und wurde in der Gruft unter der Kirche begraben. Seit 1912 (200. Todestag) hat er dort einen Gedenkstein.

## Die Festung Philippsburg
Im ausgehenden Mittelalter wuchsen die Spannungen zwischen dem Bürgertum und der Kirche. Die Bischöfe verloren immer mehr Macht, zugleich wuchs der Einfluss der bürgerlichen Stadträte. Als sich Speyer der Reformation anschloss, musste der Speyerer Bischof Philipp Christoph von Sötern weichen und errichtete einen neuen Bischofssitz in Udenheim, dem heutigen Philippsburg.
Dort gab er den Befehl, die Stadt zur Festung auszubauen, um seine Besitztümer links und rechts des Rheines zu sichern. Der Bau dauerte acht Jahre und war schließlich 1623 abgeschlossen.
Doch die Festung Philippsburg brachte der Umgebung kein Glück. Stattdessen lockte sie während des Dreißigjährigen Krieges immer wieder protestantische Heere an, die die Umgebung, darunter auch das Kloster und die Kirche, brandschatzten. Mehrmals mussten die Kirchenschätze in den umliegenden Ortschaften versteckt werden.
Die eigentliche Klostergründung erfolgte in Zusammenhang mit dem Ausbau des Konventes durch den Stifter und Bauherrn Caspar Baumberger. Der hochedle Caspar von Baumberger, vermählt mit der Anna geb. Hund von Saulheim, Oberst und Kommandant zu Philippsburg, Herr von Rauenberg, Herr in Lahr, Bischweiler sowie Hanhofen, ließ im Jahre 1640 das Kapuzinerkonvent Waghäusel, kath. Wallfahrtskirche St. Maria auf seine Kosten erbauen. An der nordöstlichen Chorecke der Wallfahrtskirche Waghäusel befindet sich eine entsprechende Inschrift mit dem Wappen der Erbauer, darunter auch das der Hundt von Saulheim. Die Inschrift lautet: „ANO 1640 / P. NOBILIS STRENUUS AC GRATIOSUS DNS D / CASPARIUS BAUMBERGER A RAUENBERG DNS IN LOR / (B)ISWEILER HANHAVEN COLONELLUS ET COMEND / PHILIPSBURGENSIS ET P NOBILIS DANN ANNA / HONDT A SAULHEIM HUNC PP CAPUCINOR` CONVEN / TUM SUIS SUMPTIBUS EXSTRUI FECERUNT“.

## Das Zeitalter Napoleons
Während des 18. Jahrhunderts wurde die Kirche beständig weiter ausgebaut und vergrößert. Im Zuge des Reichsdeputationshauptschlusses verlor das Bistum Speyer seine Selbstständigkeit. Der Bischof wurde abgesetzt und musste seine rechtsrheinischen Besitztümer an das Großherzogtum Baden abgeben. Der gesamte kirchliche Besitz des Bistums, darunter auch die Wallfahrtskirche und das Kloster, wurden säkularisiert. Alle kirchlichen Gegenstände sowie der Klostergarten wurden versteigert. Damit verließ auch der Kapuzinerorden Waghäusel.

## Die Zeit bis zum Zweiten Weltkrieg
Im Jahre 1835 wurde in unmittelbarer Nachbarschaft des Klosters und der Kirche die Zuckerfabrik in Waghäusel gegründet.
14 Jahre später, am 21. Juni 1849, fand auf deren Gelände das Gefecht bei Waghäusel statt. Erst 1920 kamen die Kapuziner auf Drängen des Bischofs von Freiburg zurück nach Waghäusel und begannen sofort mit umfangreichen und dringend erforderlichen Renovierungsmaßnahmen in Kirche und Kloster. Jedoch kam es unmittelbar nach dem Einzug der Kapuziner in der Nacht auf den 15. November zu einem schweren Brand, der die Wallfahrtskirche bis auf die Grundmauern niederbrennen ließ. Nur durch die Spenden der zahlreichen Gläubigen konnte die Kirche wieder aufgebaut werden. Während des Krieges fanden in den Gemäuern der Kirche und des Klosters Soldaten, Kriegsgefangene und Flüchtlinge Unterschlupf und Betreuung. Jedoch machte die angrenzende Zuckerfabrik und der Feldflugplatz im Waghäusler Ortsteil Kirrlach den Ort zu einem militärischen Ziel. So wurde 1944 bei einem amerikanischen Bombenangriff auf die Zuckerfabrik der Dachstuhl des Klosters durch eine abgeworfene Phosphorbombe in Brand gesetzt. Der Brand konnte gelöscht werden, bevor er auf die Wallfahrtskirche übergriff, verursachte aber im Kloster erhebliche Schäden.

## Das Kloster heute
Bis ins Jahr 1999 setzten die Kapuziner ihre Arbeit in Waghäusel fort. Dann begann der Orden mit einer Neustrukturierung seiner deutschen Niederlassungen. Infolgedessen gaben die Mönche das Kloster zur Neubesetzung an den Erzbischof von Freiburg zurück. Am 1. Advent 1999 traten die Brüder vom gemeinsamen Leben die Nachfolge der Kapuziner in Waghäusel an und betreuen seitdem das Kloster und die Marienwallfahrtskirche.

## Bildergalerie

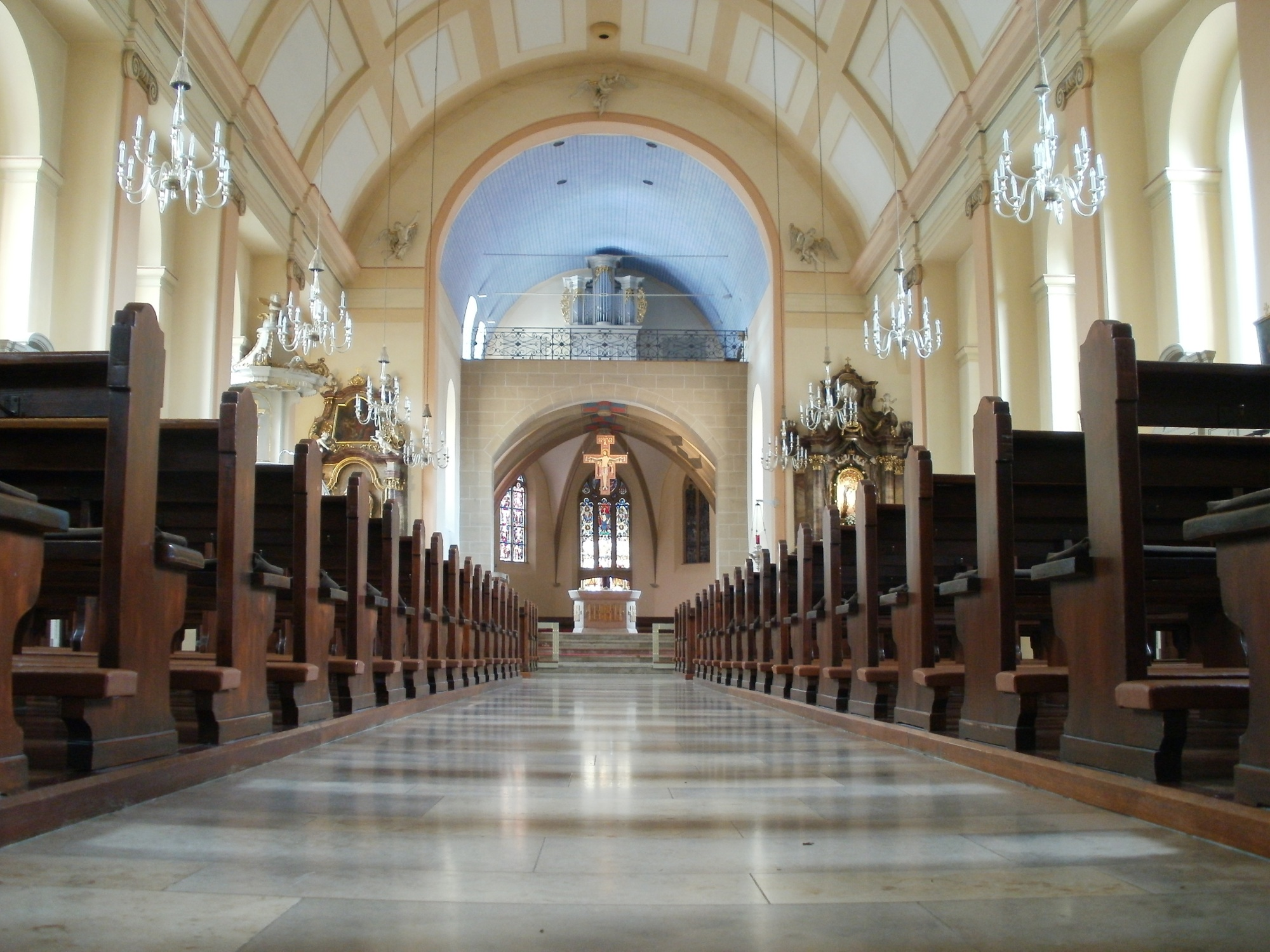
Innenansicht der Kirche
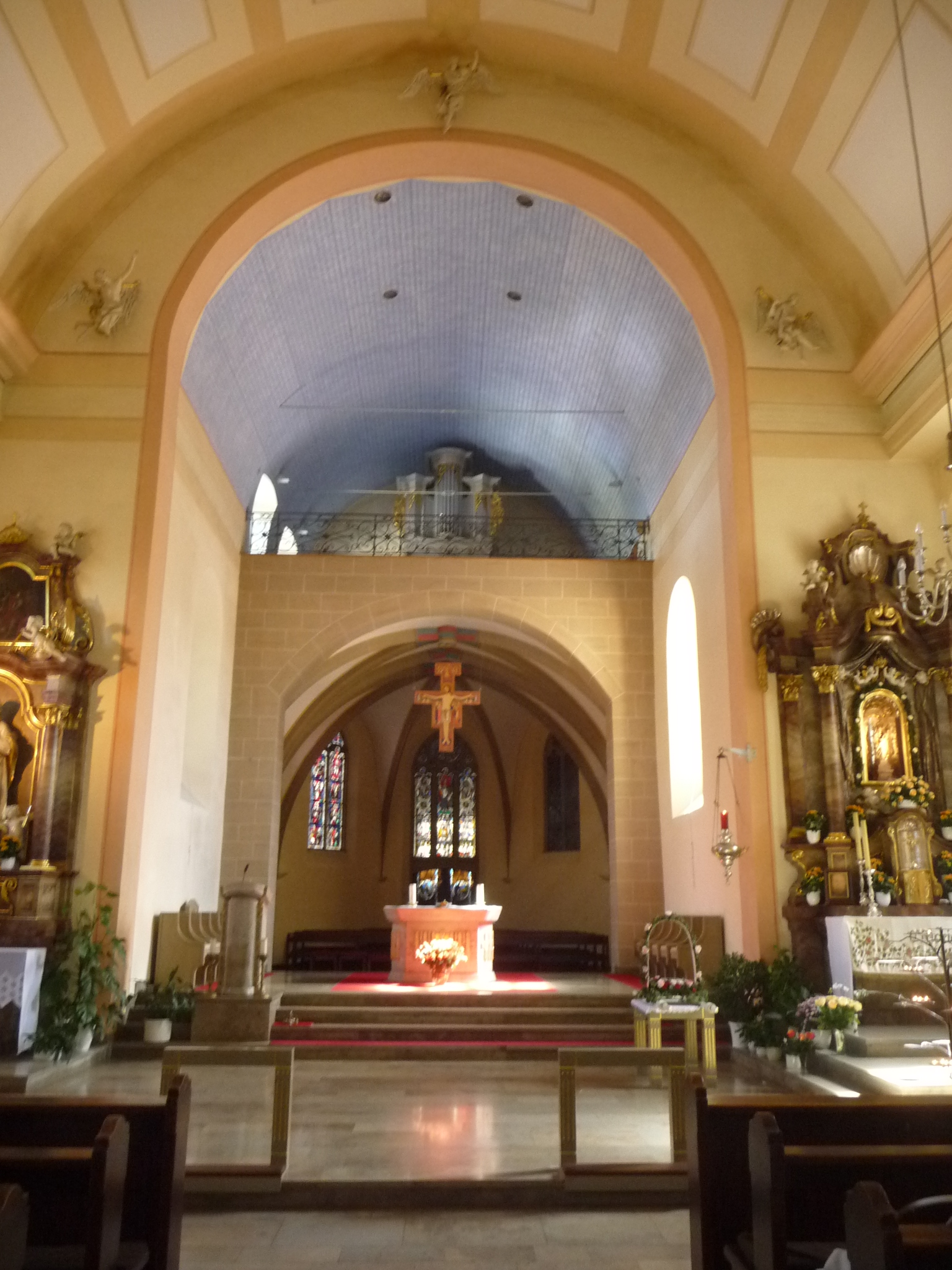
Chor
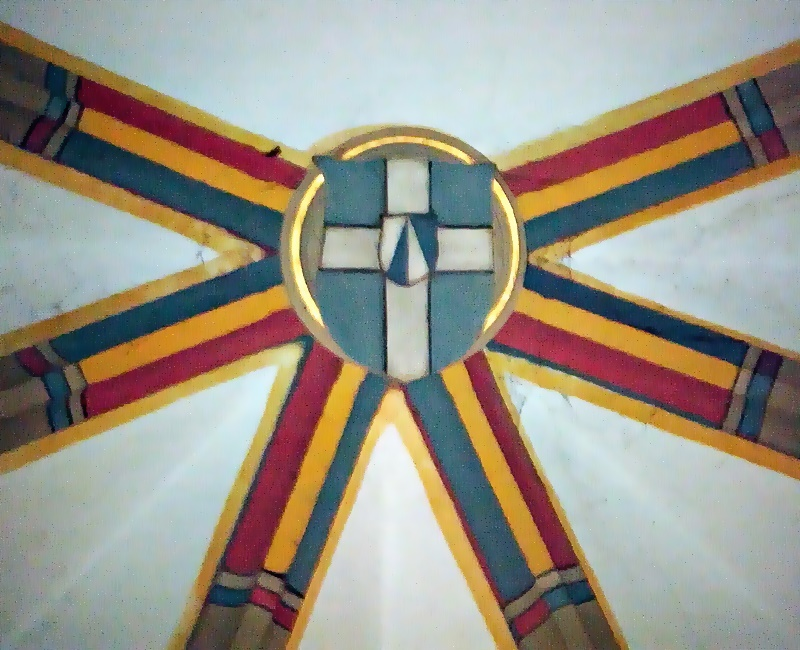
Wappenschlussstein des Speyerer Fürstbischofs Matthias von Rammung
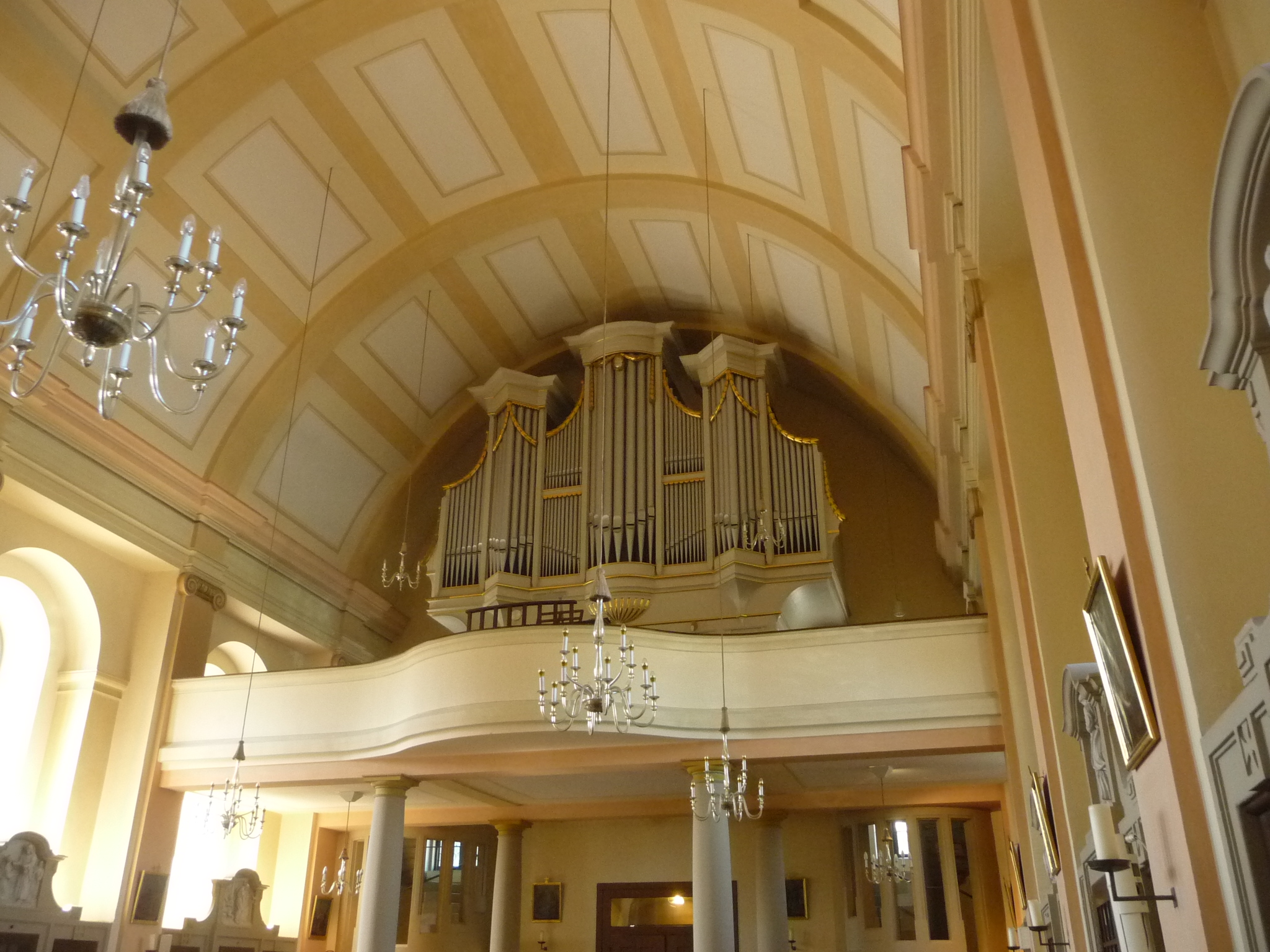
Orgel
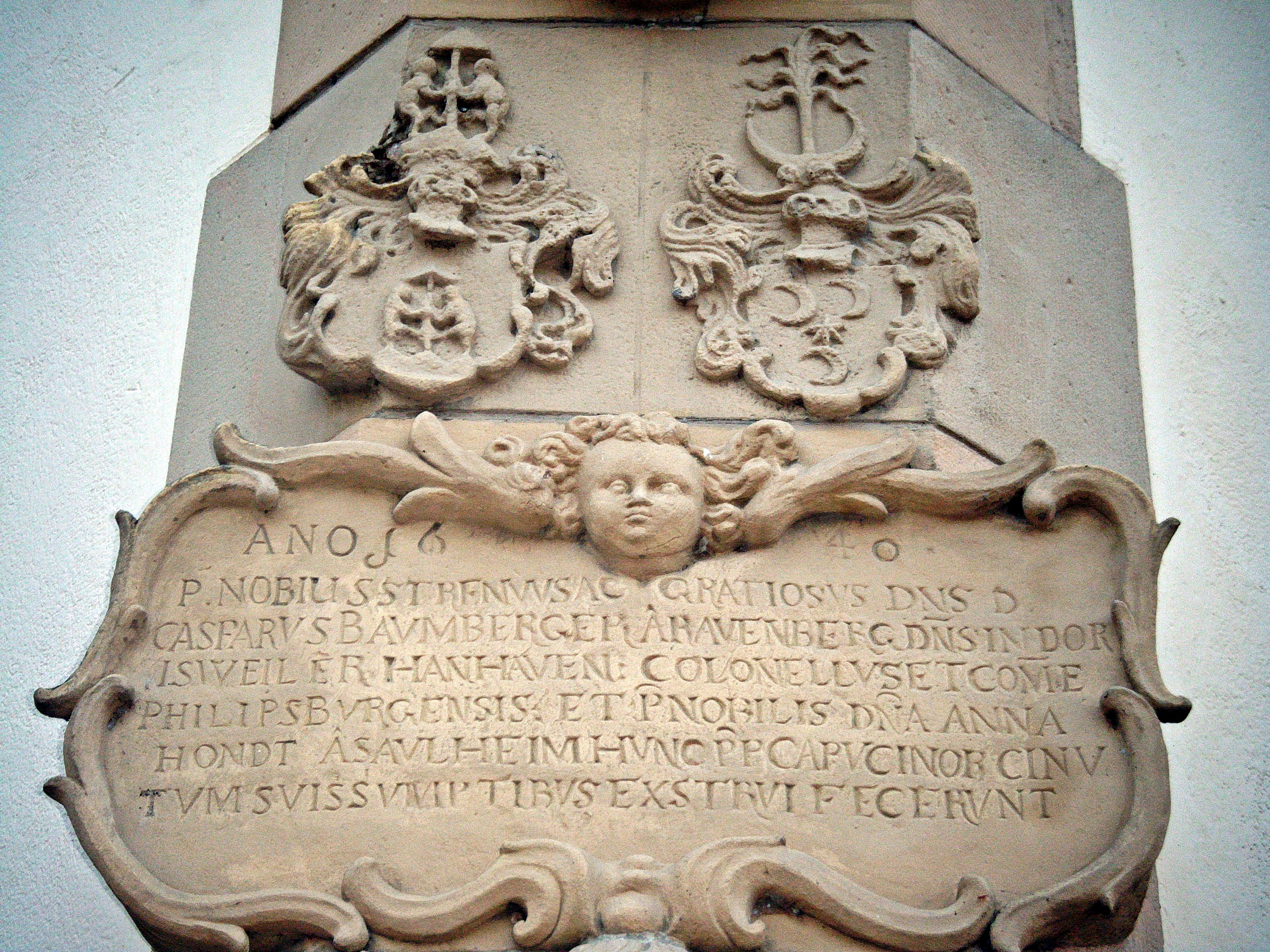
Gedenkstein zur Erbauung des Kapuzinerklosters, 1640
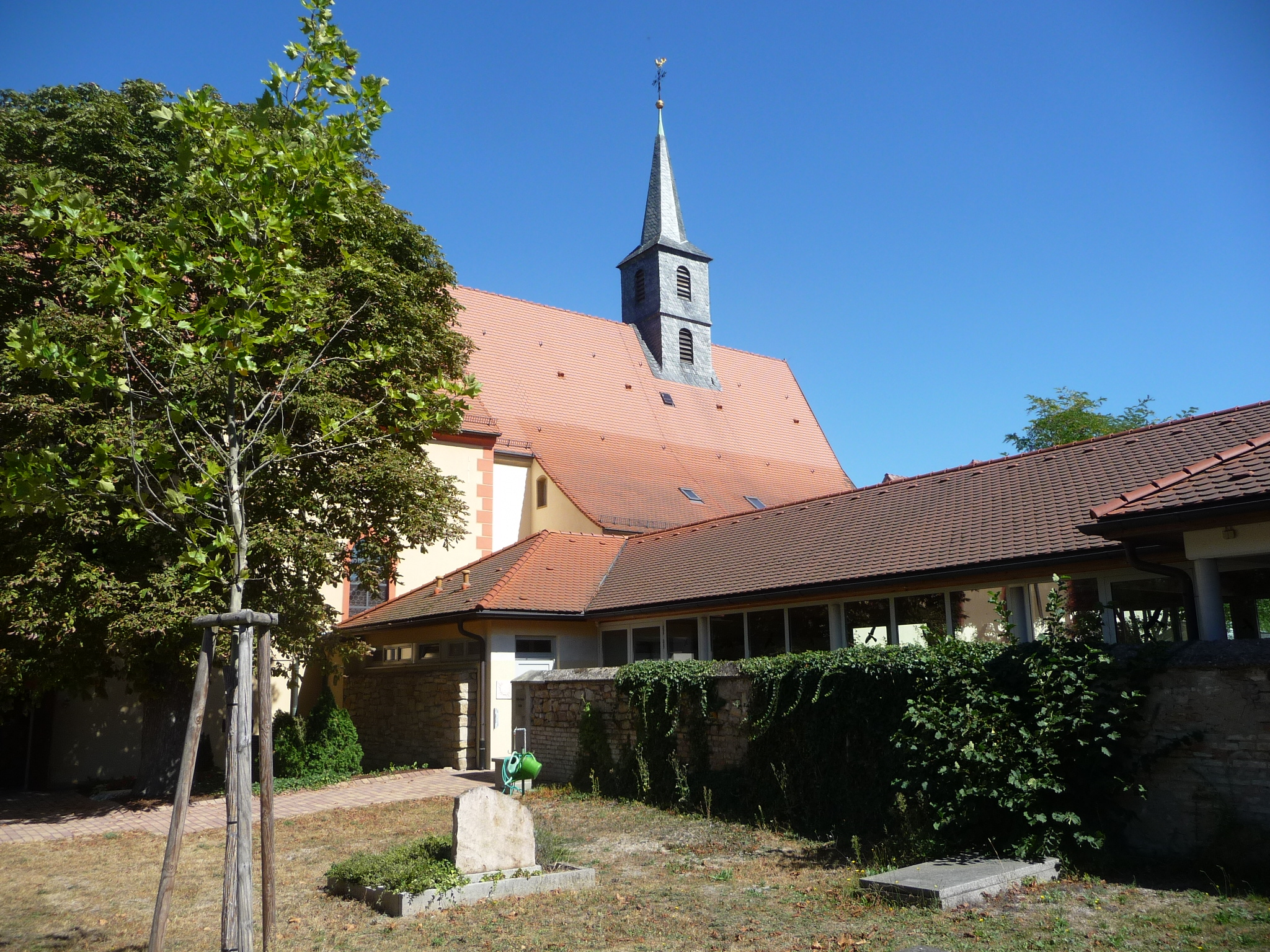
Friedhof
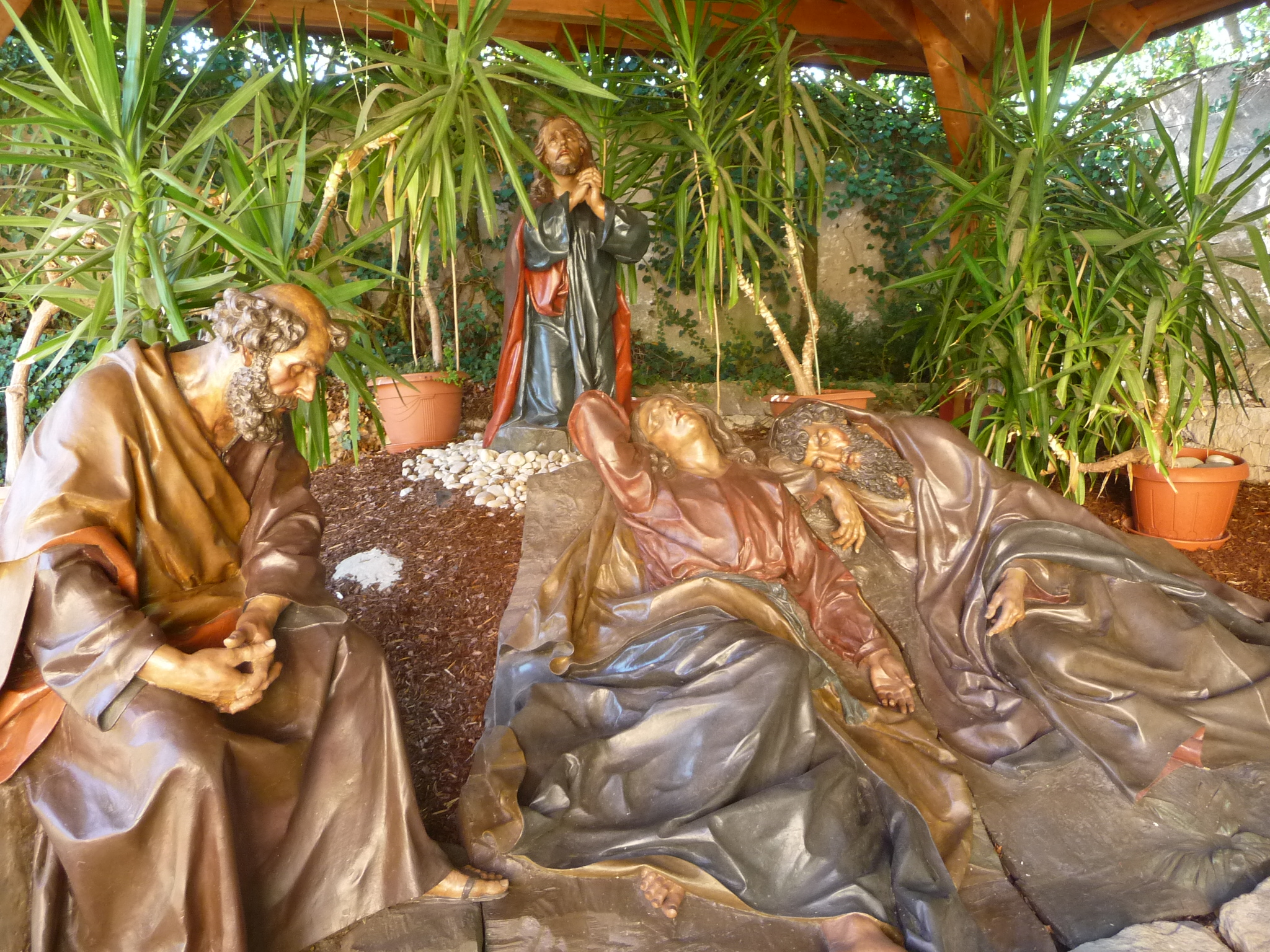
Ölberg